# Жилавий понеділок
Жилавий понеділок — перший день Великого посту в східних християн. Назва походить від того, що в цей день господині печуть житні коржі — «жиляники». Крім цих коржів, ніякої страви не готують, а їдять лише тертий хрін з буряковим квасом та редьку.
| «Моя мати, було, як почують дзвін у цей понеділок, тричі перехрестяться і скажуть: »Хрін та редька!« Це значило, що вони не забули, а добре пам'ятають про піст»[1] |
Інша назва «жилавого» понеділка — «полоскозуб» походить від того, що пісну страву у цей день запивають горілкою «Це ми зуби полощемо після Масляної, щоб, борони Боже, не залишилося поміж зубами чого-небудь скоромного!». Господині, «полощучи зуби», пили горілку не чаркою, а новою покришкою від того горщика, в якому кашу варили — «щоб на пшениці зони не було!»
Була також третя назва для цього дня — «чистий понеділок». Чистий тому, що господині обіду не варили і їхні горщики залишалися чистими.
В одній з приповідок, що виникла з народніх прикмет, говориться:
- «Як у чистий понеділок погода ясна, то й пшениця уродить рясна!»[2]

Його також іноді називають «Попільним понеділком» за аналогією з Попільною середою (перший день Великого посту в західному християнстві). Цей термін часто є неправильним, оскільки лише невелика частина Східних католицьких церков практикує покладення попелу. Лише Маронітська, Халдейська та Сиро-малабарська східні католицькі церкви серед східних обрядів використовують попел у цей день.

## Дата
Жилавий понеділок є частиною великоднього циклу, він залежить від великоднього розрахунку, який може відрізнятися між деномінаціями та церквами. Крім того, дата також може залежати від календаря, який використовує конкретна церква, наприклад юліанського календаря, який використовують східні православні церкви для розрахунку Великодня, григоріанського календаря, який використовують східні католики, Вірменська апостольська церква, орієнтальна Індійська православна церква, Фінляндська православна церква Вселенського патріархату та Ассирійська церква Сходу, та етіопського або коптського календарів, які традиційно використовують деякі орієнтальні православні церкви. Коли Великдень збігається в різних календарях, Жилавий понеділок настає за два дні до західнохристиянської Попільної середи.

## Обряди

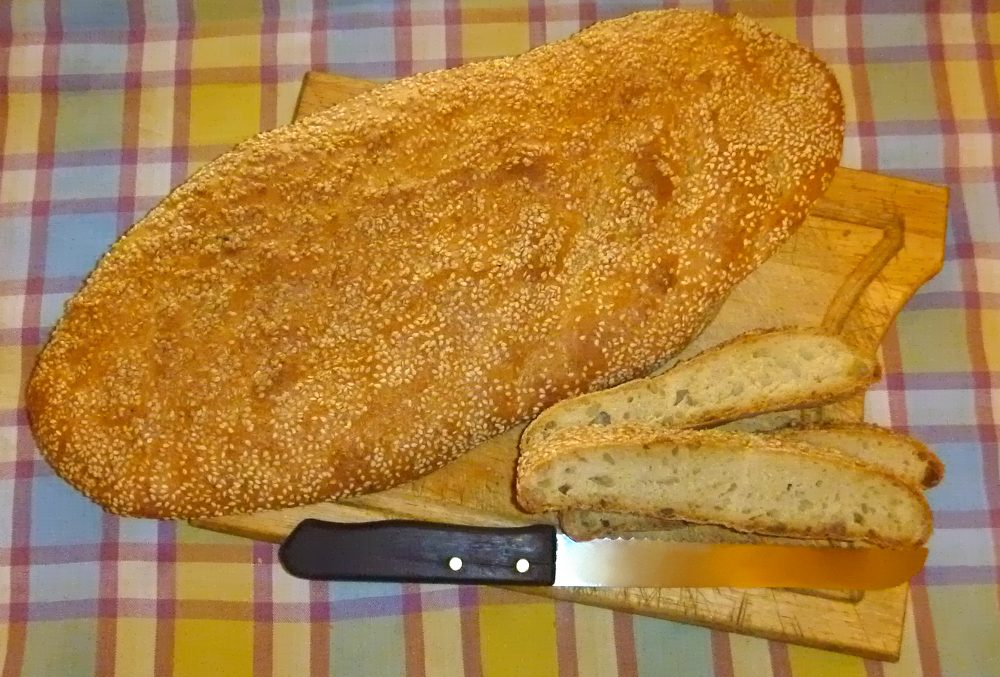
дріжджова з кунжутом

Протягом усього Великого посту, який починається з Жилавого понеділка, східним християнам традиційно заборонено вживати м’ясо, яйця та молочні продукти. Рибу їдять лише у великі свята, хоча молюски дозволені в європейських церквах. Це породило традицію вживання страв на основі морепродуктів (молюсків, рибної ікри тощо).
Чистий понеділок є державним святом у Греції та на Кіпрі, де його відзначають екскурсіями на свіжому повітрі, споживанням молюсків та іншої пісної їжі, особливого виду азимового хліба, який випікають лише в цей день і називається «лагана» (грец. λαγάνα). Також широко поширений звичай запускати літунів, оскільки це символізує «спробу досягти Божественного».